# Tatbestand
Der Tatbestand, auch Tatsächlichkeit, Gegebenheit oder Faktizität, ist ein grundlegender Begriff in der Philosophie und Rechtswissenschaft. Präzisiert wird er in spezieller Hinsicht:
- in der Rechtswissenschaft als Rechtsbegriff:
  - als konkreter Lebenssachverhalt (Faktum); der Begriff erklärt sich selbst als „Bestandsaufnahme“ einer Tat im weitesten Sinne, also aller Umstände menschlichen Tuns,
  - in der Normentheorie als Bestandteil einer (zumeist abstrakten) Rechtsnorm,
  - im Verfahrensrecht als Bestandteil eines erstinstanzlichen Urteils, das den Sach- und Streitstand wiedergibt.
- in der Philosophie:
  - als „Tatsächlichkeit in ihrer Gegebenheit“, in ihrer nicht notwendigen Gewordenheit.
  - bei Martin Heidegger auf die „Faktizität des Daseins“ bezogen, das als Geschichtliches in seine Existenz geworfen wurde. Heidegger bezieht sich hier also darauf, dass der Mensch als kulturelles Wesen durch seine Kulturgeschichte in Denk-, Fühl- und Wahrnehmungsformen bestimmt sei. Diese seien jedoch im historischen Prozess zufällig und nicht notwendig so gewachsen, wie sie nun faktisch gegeben sind.

Im weiteren Sinne wird der Begriff auch für Sachverhalte verwendet, die sich nicht auf einzelne Taten (Handlungen) zurückführen lassen (z. B. als sozialer Tatbestand bei Émile Durkheim).

## Tatbestand in der Rechtswissenschaft

### Normentheorie
Tatbestand ist die Gesamtheit aller tatsächlichen Voraussetzungen des Gesetzes für eine Rechtsfolge; er benennt somit die abstrakten Merkmale, die einer Tat im rechtlichen Sinne zugrunde liegen. Er wird untergliedert in einzelne Tatbestandsmerkmale.
Man unterscheidet dabei zwischen geschriebenen und ungeschriebenen Tatbestandsmerkmalen. Die vom Gesetzgeber in die jeweilige Rechtsnorm geschriebenen Tatbestandsmerkmale werden in einigen wenigen Fällen von der herrschenden Meinung in Rechtsprechung, rechtswissenschaftlicher Literatur oder Lehre ergänzt (etwa zur Abgrenzung zu sonst zwecklosen Normen).
Normtatbestände mit Elementen des Verschuldens oder der Vorwerfbarkeit, insbesondere Straftatbestände, enthalten objektive und subjektive Tatbestandsmerkmale, die man in ihrer Gesamtheit auch objektiven Tatbestand (lateinisch actus reus) und subjektiven Tatbestand (lateinisch mens rea) nennt. Wer sie erfüllt, handelt tatbestandsmäßig.
Auch kann zwischen deskriptiven (beschreibenden) und normativen (ein Werturteil erfordernden) Tatbestandsmerkmalen differenziert werden: Während der Gesetzgeber mit dem Merkmal „Geschäftsräume“ (§ 123 StGB) nur etwas beschreibt, was sich in der allgemeinen Sachwahrnehmung vollständig erschließt, hat das Merkmal Eigentum (§ 823 Abs. 1 BGB) nur deshalb Aussagekraft, weil der Gesetzgeber es selbst geschaffen und präzisiert hat.
Das Gegenstück zu den Tatbestandsvoraussetzungen sind die rechtlichen Konsequenzen (Rechtsfolge). Der allgemeine Rechtsgrundsatz hierzu lautet: Da mihi factum, dabo tibi ius. ‚Gib mir die Tatsache(n), dann gebe ich dir das (daraus folgende) Recht‘, gemeint: Anhand der Tatsachen ist das Recht zu deduzieren; siehe auch Subsumtion.

### Strafrecht
Im Strafrecht findet eine Differenzierung statt und der Tatbestand wird in einen objektiven und einen subjektiven Teil gegliedert.
Objektive Tatbestandsmerkmale beschreiben die für die Außenwelt wahrnehmbaren Erscheinungsformen der Tatbestandsverwirklichung, also die Umstände, die das äußere Erscheinungsbild der Tat bestimmen, so z. B. die Person des Täters, das Handlungsobjekt (etwa Tatobjekt des Diebstahls „fremde, bewegliche Sache“, § 242 StGB) oder die objektive Zurechenbarkeit.
Der subjektive Tatbestand bestimmt die inneren Gegebenheiten, die zu der Verwirklichung des objektiven Tatbestandes noch hinzutreten müssen. Diese Merkmale existieren nur in der Person des Täters (etwa der Vorsatz oder eine Bereicherungsabsicht im Betrugstatbestand, § 263 StGB). Zu prüfen ist die Einstellung des Täters oder des zivilrechtlich Handelnden anhand intellektueller und voluntativer Elemente. Hierbei ist etwa für das Verschulden das Maß des Wissens und des Wollens bei einem erforderlichen Vorsatz und das Maß der Erkennbar- und Vermeidbarkeit für eine ausreichende Fahrlässigkeit festzustellen und auf dogmatisch erarbeiteten graduellen Skalen einzuordnen. Ein Merkmal des subjektiven Tatbestands ist mindestens der Vorsatz bezüglich des objektiven Tatbestands. Wird im subjektiven Tatbestand mehr verlangt, als im objektiven Tatbestand erfüllt sein muss, spricht man von erfolgskupierten Delikten.
Der Begriff des Straftatbestandes ist mehrdeutig. Er wird einerseits dazu gebraucht, lediglich die objektiven und subjektiven Merkmale zu nennen (Tatbestand im engeren Sinne), andererseits wird der Straftatbestand bereits als das sogenannte Unrecht (also eigentlich der Unrechtstatbestand) verstanden, der den Tatbestand im engeren Sinne und die Rechtswidrigkeit umfasst. Die weite Auffassung sieht den Begriff synonym zum Begriff der Straftat. Damit würde der Begriff neben dem Tatbestand im engeren Sinne auch die Rechtswidrigkeit und die Schuld umfassen.

### Verfahrensrecht
Bei einem Urteil im Sinne der vom Gericht erstellten Urkunde bezeichnet der Tatbestand oder Sachbericht den im Verfahren ermittelten konkreten Lebenssachverhalt und des Geschehens in der Verhandlung selbst. Der Tatbestand gibt somit die Grundlage wieder, auf der das Urteil beruht. Der Tatbestand eines Urteils hat die Qualität einer öffentlichen Urkunde nach § 415 Zivilprozessordnung (ZPO).
Im Zivilurteil und im verwaltungsgerichtlichen Urteil enthält der Tatbestand den Tatsachenvortrag der Parteien, die Anträge und die Prozessgeschichte (z. B. die vom Gericht erhobenen Beweise und den Prozessverlauf), vgl. § 313 ZPO. Im Zivilurteil gliedert er sich zumeist in einen Einleitungssatz, der die Kardinalfragen an den Fall (wer will was von wem woraus) in dieser Reihenfolge beantwortet, in das unstreitige Parteivorbringen, das streitige Klägervorbringen, die Parteianträge, das Verteidigungsvorbringen des Beklagten und als letztes die Prozessgeschichte.
Die einzelnen Tatbestandsteile kennzeichnet der Richter stilistisch durch folgende Modi und Tempora:
|            | Präsens                 | Imperfekt/Präteritum  | Perfekt                         |
| ---------- | ----------------------- | --------------------- | ------------------------------- |
| Indikativ  | Einleitungssatz Anträge | unstreitige Tatsachen | Prozessgeschichte               |
| Konjunktiv | Rechtsansichten         |                       | streitige Tatsachenbehauptungen |

Der Tatbestand liefert den Beweis für das mündliche Parteivorbringen. Dieser Beweis kann nur durch das Sitzungsprotokoll entkräftet werden § 314 ZPO. Enthält der Tatbestand Fehler, so kann ein Antrag auf Berichtigung des Tatbestandes nach § 320 ZPO gestellt werden. Offensichtliche Rechen- oder Schreibfehler und ähnliche Unrichtigkeiten kann das Gericht auch von Amts wegen berichtigen, § 319 ZPO.
Im Strafprozess bezeichnet man den ermittelten Sachverhalt meist als „Feststellungen“.